# Björntjärnlokarna
Björntjärnlokarna är ett naturreservat i Strömsunds kommun i Jämtlands län.
Området är naturskyddat sedan 2015 och är 83 hektar stort. Reservatet består av våtmarker med tjärnar i sydvästra delen och brandpräglad tallskog med inslag av enstaka lövträd i övrigt.